# NGC 229
NGC 229 ist eine linsenförmige Galaxie vom Hubble-Typ S0? im Sternbild Andromeda am Nordsternhimmel. Sie ist schätzungsweise 336 Millionen Lichtjahre von der Milchstraße entfernt und hat einen Durchmesser von etwa 100.000 Lichtjahren.
Im selben Himmelsareal befindet sich u. a. die Galaxie NGC 228.
Das Objekt wurde am 10. Oktober 1879 vom französischen Astronomen Édouard Jean-Marie Stephan entdeckt.